# الحب لا يكفي أحيانا (مسلسل)
الحب لا يكفي أحيانًا مسلسل كويتي من إخراج محمد عبد العزيز الطوالة ومن تأليف منصف غازي حمزة، ويقوم بدور البطولة الفنانة هدى حسين وابتسام عبد الله بمشاركة مجموعة كبيرة من الفنانين، وهم حسين المنصور وعبد الله البارون ومها محمد.

## القصة
تدور أحداث المسلسل الكويتي «الحب لا يكفي» أحيانًا حول التفاعل الإنساني مع ظروف الحياة والمعطيات التي يفرضها القدر، ويمثل الحب بأشكاله المختلفة الأساس الذي يقوم عليه العمل، كما يركز العمل أيضًا في جزء كبير منه على مرض السرطان الذي تصاب به إحدى الشخصيات، وكيفية التعامل الإنساني مع هذا المرض، سواء من المريض نفسه أم من المحيطين فيه.
أحداث المسلسل ترتكز على أربعة محاور رئيسية بكل ما يتعلق بها من تفصيلات وتتقاطع تلك المحاور في الحلقات الأخيرة، وذلك لتقارب المصائر.
المحور الأول يدور حول معيد في المعهد الموسيقي تحبه إحدى الطالبات وهو يحبها ويتفقان على الزواج بعد تخرجها، لكن تشاء الأقدار أن ترى أم الطالبة ذلك المعيد، فتحبه هي أيضًا، لكن من دون علمها بالاتفاق الذي بين ابنتها والمعيد.
ويدور المحور الثاني حول امرأة فقدت زوجها وابنها في حادث سيارة وتعيش وحيدة في شقة مع خادمتها، هذه المرأة، وكونها تعويضًا عن حبها لابنها وزوجها، وملء لوقت فراغها، تذهب في كل نهاية شهر إلى إحدى الحدائق العامة وتوزع ألعابًا للأطفال، وخلال عملها تجد أحد الأطفال الذي أخذته إحدى الأسر على اعتباره احتضانًا، لكن هذا الطفل يتعرض لظلم كبير من قبل الزوجة دون علم دار الرعاية الاجتماعية طبعًا، فتبدأ رحلتها في البحث عنه أولًا، ثم محاولاتها لإبعاد الطفل عن الزوجة الظالمة.
أما المحور الثالث، فيدور حول زوجين كويتيين شابين (مهندس وربة بيت) يكتشفان أن الزوج عاقر ولا ينجب أولادًا، فيبدأ صراعه النفسي الذي يقوده إلى إثبات رجولته من خلال ظلم زوجته التي تحبه وترفض التخلي عنه، معللة سوء معاملته بأن تصرفاته نابعة من غضبه وبؤسه بعد معرفته بعدم قدرته على الإنجاب.
المحور الرابع يدور حول عائلة سورية يعمل الزوج في التدريس، وتعمل الزوجة طبيبة في إحدى المستشفيات، وفي أحد الدروس يفهم أحد الطلاب كلام المدرس بشكل خاطئ وتصل الأمور إلى التحقيق، وبعد إثبات براءة المدرس يلجأ أبو الطالب إلى أحد أعضاء مجلس الأمة الذي يبدأ بدوره استغلال الموضوع للنيل من وزيرة التربية